# 1618
1618 (MDCXVIII) a fost un an comun al calendarului gregorian, care a început într-o zi de luni.

## Evenimente
- 23 mai: Defenestrarea de la Praga. Incident între rezistența boemiană și autoritatea habsburgică, în care regenții imperiali au fost aruncați pe ferestrele camerei de consiliu a castelului din Praga. Urmarea: declanșarea Războiului de Treizeci de Ani.
- 1618-1648. Războiul de treizeci de ani. Serie de conflicte intermitente în Europa izbucnite din motive variate: religioase, dinastice, teritoriale și comerciale, la care a participat numai puțin de douăzeci de beligeranți. S-a încheiat cu Pacea Westfalică.

## Nașteri
- 3 noiembrie: Aurangzeb (n. Muhi-al-Din Muhammad), ultimul mare împărat din Imperiul Mogul al Indiei (din 1659), (d. 1707)

## Decese
- 29 octombrie: Walter Raleigh  (n. 1552)
- 10 noiembrie: Safiye Sultan  (n. 1550)
- 2 noiembrie: Maximilian al III-lea, Arhiduce de Austria arhiduce al Austriei (n. 1558)
- 14 decembrie: Anna de Austria (1585-1618)  (n. 1585)
- 23 august: Gerbrand Adriaensz Bredero  (n. 1585)
- 14 februarie: Paolo Emilio Sfondrati  (n. 1560)
- dată necunoscută: Giulio Mancinelli  (n. 1537)
- dată necunoscută: George Wilkins  (n. 1576)